# Jesús María Sanz-Serna
Jesús María Sanz-Serna (Valladolid, 12 de junho de 1953) é um matemático espanhol, especialista em matemática aplicada.
Obteve um doutorado em 1977 na Universidade de Valladolid, orientado por Antonio Pérez Gómez, com a tese Espacios de sucesiones en espacios vectoriales topologicos.
Sanz-Serna é pioneiro na área da integração geométrica, tendo escrito o primeiro livro sobre este assunto.  De 1998 a 2006 foi reitor da Universidade de Valladolid.
Foi palestrante convidado do Congresso Internacional de Matemáticos em Zurique (1994).